# Выборы в Европейский парламент в Словакии (2004)
Выборы в Европарламент в Словакии в 2004 году проходили 13 июня. На первых в Словакии выборах в Европарламент избирались 14 депутатов от страны. Явка на выборах составила 16,96% и была самой низкой в Евросоюзе.

## Результаты
| Партия                                        | Голосов          | Мест |
| --------------------------------------------- | ---------------- | ---- |
| Словацкий демократический и христианский союз | 119 954 (17,09%) | 3    |
| Движение за демократическую Словакию          | 119 582 (17,04%) | 3    |
| Курс — социальная демократия («Смер»)         | 118 535 (16,89%) | 3    |
| Христианско-демократическое движение          | 113 655 (16,19%) | 3    |
| Партия венгерской коалиции                    | 92 927 (13,24%)  | 2    |
| Альянс новых граждан                          | 32 653 (4,65%)   | 0    |
| Коммунистическая партия Словакии              | 31 908 (4,54%)   | 0    |
| Свободный форум                               | 22 804 (3,25%)   | 0    |

## Депутаты от Словакии в новом составе Европарламента
- Петер Бацо — Движение за демократическую Словакию
- Эдит Бауэр — Партия венгерской коалиции
- Ирена Белогорска — Движение за демократическую Словакию
- Моника Флашикова-Бенёва — «Смер»
- Арпад Дука-Зойоми — Партия венгерской коалиции
- Милан Галя — Словацкий демократический и христианский союз
- Ян Гудацкий — Христианско-демократическое движение
- Милош Котерец — «Смер»
- Сергей Козлик — Движение за демократическую Словакию
- Владимир Манька — «Смер»
- Мирослав Миколашик — Христианско-демократическое движение
- Зита Плештинска — Словацкий демократический и христианский союз
- Петер Штястный — Словацкий демократический и христианский союз
- Анна Заборска — Христианско-демократическое движение